# ریکاردو روست
ریکاردو روسِت (پرتغالی: Ricardo Rosset؛ زادهٔ ۲۷ ژوئیهٔ ۱۹۶۸ در سائو پائولو) رانندهٔ مسابقات اتومبیل‌رانی اهل برزیل است که از فصل ۱۹۹۶ تا ۱۹۹۸ در مجموع در ۳۳ گراند پری از مسابقات جهانی فرمول یک شرکت کرد، اما موفق به کسب هیچ امتیازی نشد.